# Hoegaarden (öl)

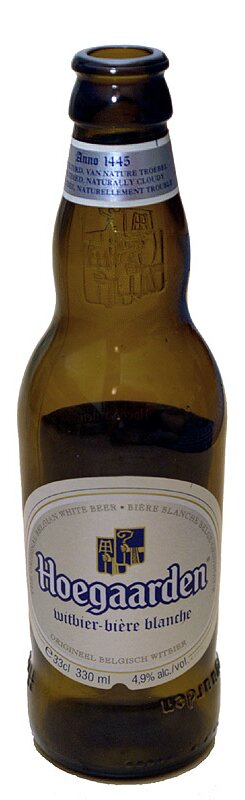
Hoegaarden witbier.

Hoegaarden (ungefärligt uttal: 'Hoo-chaar-d'en) är ett bryggeri i Hoegaarden i Belgien.
Bryggeriet startades redan på medeltiden och köptes år 1966 av Pierre Celis efter en tids nedgång. Namnet blev De Kluis (Klostret). Idén var att tillverka lokala specialöl som höll på att dö ut, och detta för trakten omkring bryggeriet.
Verksamheten gick över förväntan och växte. I början av 1990-talet köptes Pierre Celis ut av bryggerijätten Interbrew (numera InBev) som startade en tillverkning i en större skala, vilket gör att det numera är lätt att få tag i deras öl världen runt.
Det mest kända ölet heter Hoegaarden Wit eller rätt och slätt Hoegaarden. Det är ett överjäst veteöl av den lokala typen Witbier. Den har en speciell kryddning med inslag av koriander och Curaçao.
Bryggeriet brygger även den något starkare Hoegaarden Grand Cru med liknande kryddning; det är dock en "tripel" bryggt av korn. Bryggeriet tillverkar också en riktigt starkt kryddad ale, Verboden Vrucht, samt Hoegarden Julius som är en ale med en lite bitter smak med toner av apelsinskal, koriander och Curaçao.